# Rubano
Rubano là một đô thị thuộc tỉnh Padova vùng Veneto, located about 40 km về phía tây của Venezia và cách khoảng 7 km northvề phía tây của Padova. Tại thời điểm ngày 31 tháng 12 năm 2004, đô thị này có dân số 14.110 người và diện tích 14,6 km².
Đô thị Rubano bao gồm các frazioni (các đơn vị cấp dưới, chủ yếu là làng) Sarmeola, Bosco, and Villaguattera.
Rubano giáp các đô thị: Mestrino, Padova, Saccolongo, Selvazzano Dentro, Villafranca Padovana.